# Корсикана (Тексас)
Корсикана (енгл. Corsicana) град је у америчкој савезној држави Тексас. По попису становништва из 2010. у њему је живело 23.770 становника.

## Демографија
Према попису становништва из 2010. у граду је живело 23.770 становника, што је 715 (2,9%) становника мање него 2000. године.
| Група             | 2000.          | 2010.          |
| Белци             | 12.687 (51,8%) | 10.707 (45,0%) |
| Афроамериканци    | 5.775 (23,6%)  | 4.960 (20,9%)  |
| Азијати           | 155 (0,6%)     | 166 (0,7%)     |
| Хиспаноамериканци | 5.502 (22,5%)  | 7.391 (31,1%)  |
| Укупно            | 24.485         | 23.770         |